# Gallengehrenquelle
Koordinaten: 48° 41′ 31,3″ N, 10° 21′ 23″ O
Die Gallengehrenquelle (auch Gallenbergquelle) ist eine Karstquelle bei Dischingen auf dem Härtsfeld in Baden-Württemberg.

## Beschreibung

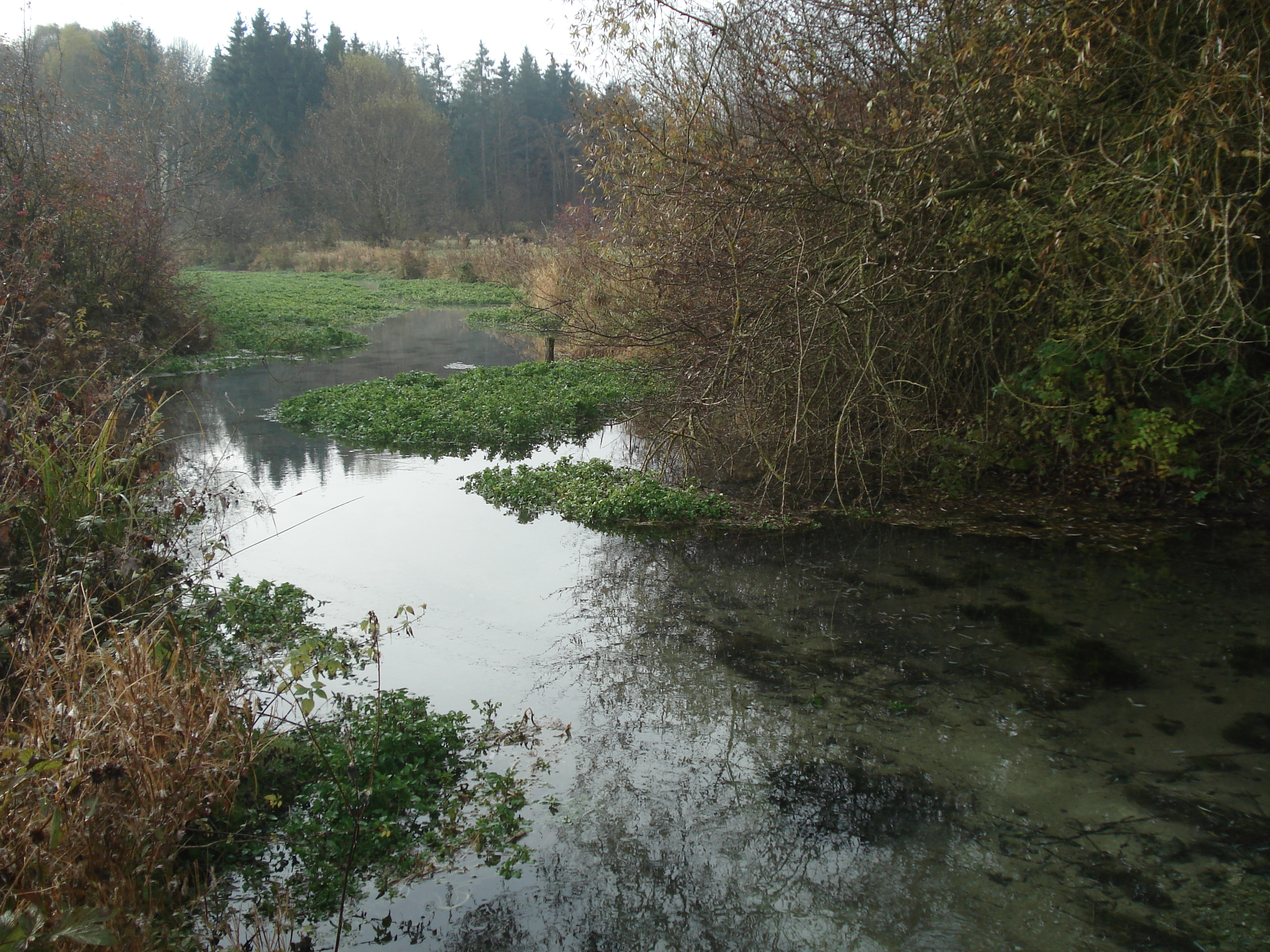
Der abfließende Bach der Gallengehrenquelle

Die Gallengehrenquelle liegt etwa 700 m südlich der Ortsmitte von Dischingen auf 465 m ü. NN in der Nähe des Flusslaufes der Egau. Die Karstquelle schüttet durchschnittlich etwa 250 Liter Wasser pro Sekunde. Durch Kontrastwasseruntersuchungen wurde festgestellt, dass die Gallengehrenquelle und die etwas weiter südlich entspringende Buchbrunnenquelle ein im Wesentlichen gemeinsames Einzugsgebiet haben; sie werden zum Buchbrunnen-Quellsystem zusammengefasst. Der mit Wasserpflanzen bewachsene Quelltopf der Gallengehrenquelle befindet sich seit 1929 auf dem Gelände der Staatlichen Landeswasserversorgung und ist komplett umzäunt. Er wurde als Naturdenkmal ausgewiesen. Der abfließende Bach mündet nach etwa 200 m in die Egau und verwandelt diese in einen kleinen Fluss.